# المتحف الوطني للفنون في كتالونيا
المتحف الوطني للفنون في كتالونيا (بالكتلونية:Museu Nacional d'Art de Catalunya)، ويُعرف اختصاراً بـMNAC، هو متحف يقع في برشلونة في إقليم كتالونيا في إسبانيا. تأسس في 1934 وتم اعتباره كمتحف عالمي في 1995 وأُعيد افتتاحه في 2004، يبلغ عدد زواره سنوياً 828713 زائر. يُعتبر أكبر متحف للفنون الجميلة التي وجدت في كتالونيا منذ العصر الروماني وحتى منتصف القرن التاسع عشر، فهو يحتوي على مجموعة غنية ومتنوعة من اللوحات، وأعمال النحت والوثائق الخاصة بالفن الروماني، والفن القوطي، والفن الباروكي، والفن في عصر النهضة والفن الحديث.

## وصلات خارجية
- الموقع الرسمي